# Ratko Sofijanić
Ratko Sofijanić (srbsko Ратко Софијанић), srbski general, * 4. marec 1915, † 21. avgust 1968.

## Življenjepis
Sofijanić, po poklicu delavec, se je leta 1941 pridružil NOVJ in KPJ. Med vojno je bil poveljnik več enot.
Po vojni je bil poveljnik korpusa, armade in obmejnih enot Jugoslavije,... in član Sveta federacije.